# مرد عنکبوتی: روز کاملاً جدید
مرد عنکبوتی: روز از نو (انگلیسی: Spider-Man: Brand New Day) یک فیلم ابرقهرمانی آمریکایی مبتنی بر شخصیت مرد عنکبوتی در مارول کامیکس است و به‌طور مشترک توسط کلمبیا پیکچرز و مارول استودیوز تولید و توسط گروه سینمایی سونی پیکچرز توزیع می‌شود. این چهارمین فیلم از مجموعه فیلم‌های مرد عنکبوتی در دنیای سینمایی مارول پس از مرد عنکبوتی: راهی به خانه نیست (۲۰۲۱) در نظر گرفته شده و همچنین سی و هشتمین فیلم در دنیای سینمایی مارول به‌شمار می‌رود. کارگردانی این فیلم بر عهده دستین دنیل کرتون است و فیلمنامه آن توسط کریس مک‌کنا و اریک سومرز نوشته شده است. تام هالند در نقش پیتر پارکر / مرد عنکبوتی به همراه زندایا، جیکوب باتالون، سیدی سینک، لیزا کولون-زایاس، جان برنثال، مارک رافلو و مایکل ماندو در این فیلم به ایفای نقش می‌پردازند.
سونی در اوت ۲۰۱۹ در حال توسعه فیلم چهارم مرد عنکبوتی دنیای سینمایی مارول در کنار فیلم راهی به خانه نیست بود. ایمی پاسکال، تهیه‌کننده، در نوامبر ۲۰۲۱ فاش کرد که این فیلم به عنوان اولین قسمت از سه‌گانه جدید فیلم‌های مرد عنکبوتی با بازی هالند در نظر گرفته شده است و کار بر روی داستان از دسامبر همان سال آغاز شد. مک‌کنا و سومرز به‌عنوان نویسندگان فیلم‌های قبلی در فوریه ۲۰۲۳ به پروژه بازگشتند و کِرتون در اکتبر ۲۰۲۴ برای کارگردانی فیلم استخدام شد. عنوان فیلم در مارس ۲۰۲۵ اعلام شد. فیلم‌برداری از اوت ۲۰۲۵ آغاز شد. استودیوهای پاین‌وود در انگلستان و همچنین مکان‌هایی در گلاسگو، اسکاتلند از لوکیشن‌های فیلم‌برداری هستند.
مرد عنکبوتی: روز از نو قرار است در ۳۱ ژوئیه ۲۰۲۶ در ایالات متحده منتشر شود و بخشی از فاز ششم دنیای سینمایی مارول خواهد بود.

## بازیگران
- تام هالند در نقش پیتر پارکر / مرد عنکبوتی:  پس از اجرای طلسم دکتر استرنج و فراموشی کامل هویت واقعی‌اش از سوی جهانیان، پیتر پارکر اکنون به‌عنوان یک قهرمان ناشناس اما مصمم در تلاش است تا امنیت را به خیابان‌های نیویورک بازگرداند.
- زندایا در نقش میشل «ام‌جی» جونز: ام‌جی، که پیش‌تر نزدیک‌ترین همراه و شریک عاطفی پیتر بود، در حال حاضر بی‌اطلاع از گذشته مشترکشان، مسیر تازه‌ای را در زندگی خود دنبال می‌کند.
- جیکوب باتالون در نقش ند لیدز: ند، دوست دیرینه و هم‌دل پیتر، اکنون دیگر خاطره‌ای از دوستی‌شان ندارد و از دایره زندگی پنهانی او خارج شده است.
- سیدی سینک
- لیزا کولون-زایاس: یکی از بازیگران تازه‌وارد به دنیای سینمایی اسپایدرمن که نقش او همچنان محرمانه باقی مانده، اما حضورش می‌تواند نقطه عطفی در روند داستان باشد.
- جان برنثال در نقش فرانک کسل / پانیشر: شخصیتی با روحیه‌ای تند و قاطع در برابر جنایت، که در این اثر با روایتی متعادل‌تر و متناسب با فضای روایی فیلم بازمی‌گردد؛ بازتابی از نبرد همیشگی میان عدالت و انتقام.
- مارک رافلو در نقش بروس بنر / هالک:  نابغه‌ای آرام و درون‌گرا که در شرایط اضطراری به هیولایی شکست‌ناپذیر بدل می‌شود؛ بازگشت او می‌تواند لایه‌های علمی و احساسی جدیدی به روایت فیلم اضافه کند.
- مایکل ماندو در نقش مک گارگان / اسکورپیون: شخصیت شروری با گذشته‌ای تاریک در برابر مرد عنکبوتی، که پس از شکست و بازداشت در گذشته، اکنون با تهدیدی تازه و اهدافی خطرناک بازمی‌گردد.

- چارلی کاکس در نقش مت مرداک / دردویل: وکیلی نابینا با قدرت‌های حسی خارق‌العاده که زیر نقاب دردویل، به مبارزه با بی‌عدالتی می‌پردازد؛ بازگشت او نویدبخش حمایت دوباره از پیتر پارکر در سایه قانون و عدالت است.
- ملانی اسکروفانو